# چاه ضیائی (قائنات)
چاه ضیائی یا چاه توکل یا " چاه بهادری" روستایی در دهستان پسکوه بخش سده شهرستان قائنات استان خراسان جنوبی ایران است. بر پایه سرشماری عمومی نفوس و مسکن در سال ۱۳۹۰ جمعیت این روستا ۴۳ نفر (در ۱۲ خانوار) بوده‌است.